# کول کمپ (میزوری)
کول کمپ (به انگلیسی: Cole Camp) یک شهر در ایالات متحده آمریکا است که در شهرستان بنتون، میزوری واقع شده‌است. کول کمپ ۳٫۳۷ کیلومتر مربع مساحت و ۱٬۱۲۱ نفر جمعیت دارد و ۳۲۱ متر بالاتر از سطح دریا قرار دارد.